# Campionato
Il campionato è una manifestazione alla quale prendono parte squadre che si contendono il titolo di "campione".

## Definizione
Un campionato può avere carattere sportivo, ma anche ludico: non sono infatti rari - ad esempio - tornei di scacchi, poker o addirittura videogiochi. A stabilire i criteri interni della manifestazione (quali il calendario e regolamento) è solitamente l'ente organizzatore, come una federazione sportiva.
Una distinzione può inoltre venire operata sulla base dell'estensione del torneo, ad esempio locale oppure nazionale.